# Kazimierz Jerzy Ptak
Kazimierz Jerzy Ptak herbu Lubicz – pisarz ziemski starodubowski w latach 1703-1708, pisarz grodzki starodubowski od 1697 roku.
Był elektorem Augusta II Mocnego z powiatu starodubowskiego w 1697 roku. Jako poseł na sejm elekcyjny 1697 roku i deputat  podpisał jego pacta conventa.